# Закумский сельсовет
Закумский сельсовет — упразднённое муниципальное образование в составе Нефтекумского района Ставропольского края Российской Федерации.
Административный центр — хутор Андрей-Курган.

## География
Сельское поселение находилось в северо-западной части Нефтекумского района. Расстояние от административного центра муниципального образования до районного центра — 18 км. Общая площадь территории — 276,5 км².

## История
С 1 мая 2017 года, в соответствии с Законом Ставропольского края от 29 апреля 2016 года № 47-кз, все муниципальные образования Нефтекумского муниципального района (городские поселения Нефтекумск, посёлок Затеречный, сельские поселения село Ачикулак, Закумский сельсовет, Зимнеставочный сельсовет, Зункарский сельсовет, Кара-Тюбинский сельсовет, Каясулинский сельсовет, Махмуд-Мектебский сельсовет, Новкус-Артезианский сельсовет, Озек-Суатский сельсовет и Тукуй-Мектебский сельсовет) были преобразованы, путём их объединения, в Нефтекумский городской округ.

## Население
| 1989  | 2002  | 2010  | 2011  | 2012  | 2013  |
| ----- | ----- | ----- | ----- | ----- | ----- |
| 1523  | ↗2170 | ↘1648 | ↘1645 | ↘1622 | ↘1602 |
| 2014  | 2015  | 2016  | 2017  |       |       |
| ↗1610 | ↗1618 | ↘1592 | ↗1600 |       |       |

### Национальный состав
Согласно переписи населения 2010 года:
| № | Национальность | Численность, чел. | Доля   |
| - | -------------- | ----------------- | ------ |
| 1 | даргинцы       | 629               | 38,2 % |
| 2 | русские        | 518               | 31,4 % |
| 3 | ногайцы        | 282               | 17,1 % |
| 4 | казахи         | 69                | 4,2 %  |
| 5 | кумыки         | 54                | 3,3 %  |
| 6 | аварцы         | 19                | 1,2 %  |
| 7 | украинцы       | 19                | 1,2 %  |
| 8 | другие         | 58                | 3,5 %  |

## Населенные пункты
До упразднения Закумского сельсовета в состав его территории входили 2 населённых пункта:
| № | Населённый пункт | Тип населённого пункта        | Население |
| - | ---------------- | ----------------------------- | --------- |
| 1 | Андрей-Курган    | хутор, административный центр | ↗1400     |
| 2 | Левобалковский   | посёлок                       | →200      |